# Dust (álbum)
| Críticas profissionais        | Críticas profissionais |
| Avaliações da crítica         | Avaliações da crítica  |
| Fonte                         | Avaliação              |
| ----------------------------- | ---------------------- |
| AllMusic                      | [ 1 ]                  |
| Chicago Tribune               | [ 2 ]                  |
| Entertainment Weekly          | A                      |
| The Guardian                  | [ 4 ]                  |
| NME                           | 9/10                   |
| Q                             | [ 6 ]                  |
| Record Collector              | [ 7 ]                  |
| Rolling Stone                 | [ 8 ]                  |
| The Rolling Stone Album Guide | [ 9 ]                  |
| Spin                          | 7/10                   |

Dust é o sétimo álbum da banda Screaming Trees, lançado em 25 de junho de 1996.
Ao contrário dos álbuns anteriores, que eram mais voltados ao rock psicodélico e ao punk rock, Dust é mais influenciado pelo folk e pelo blues, mantendo o peso do hard rock. "All I Know" foi lançada como single e obteve sucesso nas rádios do gênero, enquanto "Dying Days", com participação do guitarrista Mike McCready, do Pearl Jam, obteve menos sucesso. 
A revista Kerrang! escolheu Dust como o álbum do ano em 1996. Logo após o lançamento, a banda partiu numa turnê de 2 anos, com Josh Homme (ex-guitarrista do Kyuss e futuro líder do Queens of The Stone Age) como segundo guitarrista. Após o fim da turnê, a banda apresentou-se esporadicamente, vindo a anunciar seu término em 2000.

## Faixas
Todas as músicas escritas por Gary Lee Conner/Van Conner/Mark Lanegan, exceto onde indicado.
| N.º            | Título                                                                   | Duração |  |
| 1.             | "Halo of Ashes" (Gary Lee Conner/Van Conner/Mark Lanegan/Barrett Martin) | 4:04    |  |
| 2.             | "All I Know"                                                             | 3:55    |  |
| 3.             | "Look at You"                                                            | 4:42    |  |
| 4.             | "Dying Days"                                                             | 4:51    |  |
| 5.             | "Make My Mind"                                                           | 4:11    |  |
| 6.             | "Sworn and Broken"                                                       | 3:34    |  |
| 7.             | "Witness"                                                                | 3:39    |  |
| 8.             | "Traveler"                                                               | 5:22    |  |
| 9.             | "Dime Western"                                                           | 3:39    |  |
| 10.            | "Gospel Plow" (Gary Lee Conner/Van Conner/Mark Lanegan/Barrett Martin)   | 6:17    |  |
| Duração total: | Duração total:                                                           | 44:14   |  |

## Créditos
- Gary Lee Conner - guitarra, vocal de apoio
- Van Conner - baixo, vocal de apoio
- Mark Lanegan - vocal
- Barrett Martin - bateria, percussão

- George Drakoulias - percussão, produtor
- Chris Goss - vocal de apoio
- Brian Jenkins - vocal de apoio em "Traveler"
- Mike McCready - guitarra solo em "Dying Days"
- Jeff Nolan - guitarra em "Dime Western"
- Benmont Tench - órgão, piano, teclado
- 21st Street Singers - vocal de apoio em "Dying Days"
- Mark Danielson - arte da capa
- Danny Clinch - fotografia

## Posições nas paradas
| País/Parada (1996)                         | Melhor posição |
| ------------------------------------------ | -------------- |
| Canadá (RPM)                               | 39             |
| Reino Unido (UK Albums Chart)              | 32             |
| Estados Unidos (Billboard 200)             | 134            |
| Estados Unidos (Billboard Top Heatseekers) | 5              |